# Seki Kōwa
Kōwa Seki o Takakazu Seki (関孝和, Seki Kōwa o Seki Takakazu) (nacido 1637/1642? – 5 de diciembre de 1708) fue un matemático japonés del periodo Edo. que creó una nueva notación algebraica y estableció las bases para el posterior desarrollo del wasan (matemática tradicional japonesa). Motivado por cómputos astronómicos, hizo un importante trabajo en el cálculo integral y ecuaciones indeterminadas de números enteros, que fueron desarrolladas por sus sucesores.
Seki sentó las bases para el posterior desarrollo de las matemáticas japonesas, conocidas como wasan. Se le ha descrito como "el Newton de Japón".
Descubrió algunos de los teoremas y teorías que fueron –o serían dentro de poco tiempo- descubiertos- en el occidente. Por ejemplo, se le atribuye el descubrimiento de los números de Bernoulli (publicado en 1712), las resultantes y los determinantes. (Las resultantes fueron publicadas por primera vez en 1683, pero su versión completa no se publicó hasta 1710). También hizo estudios sobre el cálculo de determinantes de orden superior coincidiendo en el tiempo con Leibniz al publicar sus resultados. Si bien los dos obtuvieron fórmulas correctas en su forma para el caso de dimensión cuatro, ambos erraron en el cálculo del signo al no disponer del concepto de signatura de una permutación. Estos logros son sorprendentes, considerando que la matemática japonesa antes de la aparición de Seki Kowa se hallaba en un estado muy primitivo – por ejemplo, la introducción completa del álgebra china del siglo XII fue hecha recién en 1671, por Kazuyuki Sawaguchi.
Aunque fue contemporáneo del matemático y filósofo polímata alemán Gottfried Leibniz y del físico y matemático polímata británico Isaac Newton, el trabajo de Seki fue independiente. 
Los sucesores de Kōwa Seki fundarían posteriormente una escuela de matemáticas (La escuela de Seki) que fue extremadamente dominante en la matemática japonesa hasta el fin del periodo Edo.
Aunque no está claro hasta qué punto los logros del wasan son de Seki, ya que muchos de ellos sólo aparecen en escritos de sus alumnos, algunos de los resultados son paralelos o se anticipan a los descubiertos en Europa. Por ejemplo, se le atribuye el descubrimiento de los números de Bernoulli. Se le atribuyen la resultante y el determinante (la primera en 1683, la versión completa no más tarde de 1710).

## Biografía
Es poco lo que se sabe sobre la vida de Seki. Su lugar de nacimiento ha sido indicado como Fujioka en la Prefectura de Gunma, o Edo. Su fecha de nacimiento oscila entre 1635 y 1643.
Nació en el clan Uchiyama, súbdito de Ko-shu han', y fue adoptado por la familia Seki, súbdita del shōgun. Durante su estancia en el han de Ko-shu, participó en un proyecto de topografía para elaborar un mapa fiable de las tierras de su patrón. Dedicó muchos años a estudiar los calendarios chinos del siglo XIII para sustituir al menos preciso que se utilizaba en Japón en aquella época.

## Carrera

### Raíces matemáticas chinas

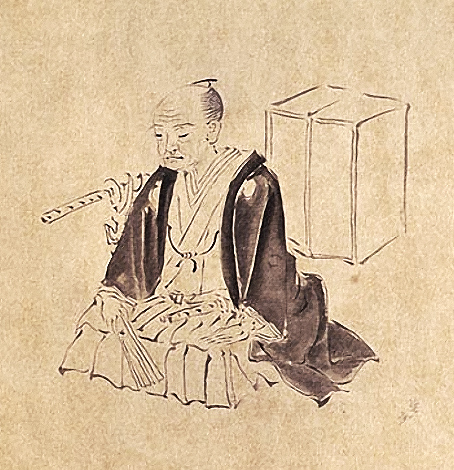
Dibujo a tinta de Seki Takakazu, de los archivos del clan Ishikawa.

Sus matemáticas (y el wasan en su conjunto) se basaron en los conocimientos matemáticos acumulados entre los siglos XIII y XV. El material de estas obras consistía en álgebra con métodos numéricos, interpolación polinómica y sus aplicaciones, y ecuaciones enteras indeterminadas. El trabajo de Seki está más o menos basado y relacionado con estos métodos conocidos.
Los algebristas chinos descubrieron la evaluación numérica (método de Horner, restablecido por William George Horner en el siglo XIX) de la ecuación algebraica de grado arbitrario con coeficientes reales. Utilizando el teorema de Pitágoras, redujeron sistemáticamente los problemas geométricos al álgebra. El número de incógnitas en una ecuación era, sin embargo, bastante limitado. Utilizaban notaciones de un conjunto de números para representar una fórmula; por ejemplo, {\displaystyle (a\ b\ c)} para {\displaystyle ax^{2}+bx+c}.
Más tarde, desarrollaron un método que utiliza matrices bidimensionales, que representan cuatro variables como máximo, pero el alcance de este método era limitado. En consecuencia, uno de los objetivos de Seki y de sus matemáticos japoneses contemporáneos era el desarrollo de ecuaciones algebraicas generales multivariables y de la teoría de la eliminación.
En el enfoque chino de la interpolación polinómica, la motivación era predecir el movimiento de los cuerpos celestes a partir de datos observados. El método también se aplicaba para encontrar diversas fórmulas matemáticas. Seki aprendió esta técnica, muy probablemente, a través de su examen minucioso de los calendarios chinos.

### Compitiendo con sus contemporáneos

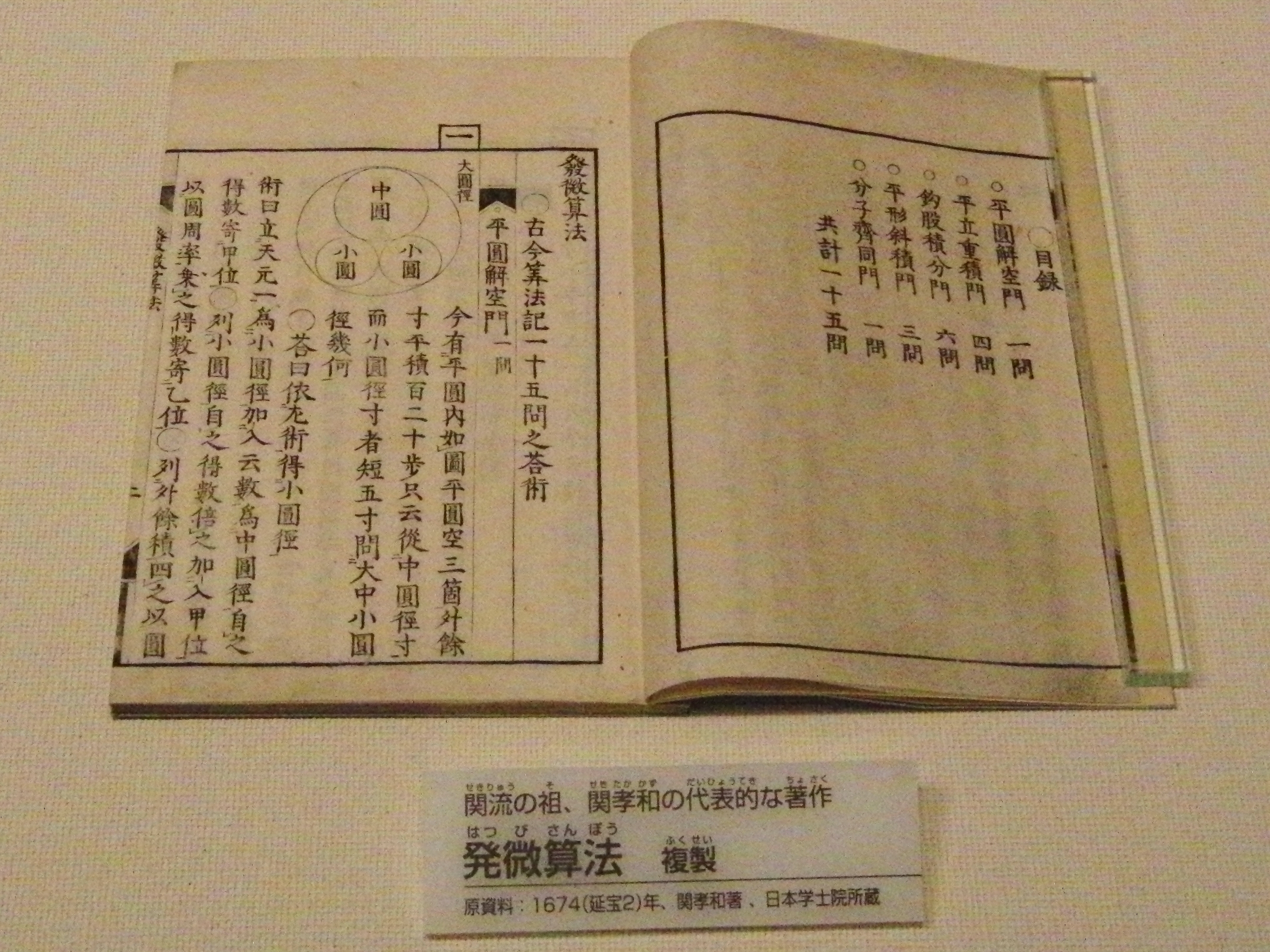
Réplica de Hatsubi Sanpō expuesta en el Museo Nacional de la Naturaleza y la Ciencia, Tokio, Japón.

En 1671, Sawaguchi Kazuyuki (沢口 一之?), alumno de Hashimoto Masakazu (橋本 正数?) en Osaka, publicó Kokon Sanpō Ki (古今算法記), en el que dio la primera exposición completa del álgebra china en Japón. La aplicó con éxito a los problemas propuestos por sus contemporáneos. Antes de él, estos problemas se resolvían con métodos aritméticos. Al final del libro, desafió a otros matemáticos con 15 nuevos problemas, que requieren ecuaciones algebraicas multivariables.
En 1674, Seki publicó Hatsubi Sanpō (発微算法), dando soluciones a los 15 problemas. El método que utilizó se llama bōsho-hō. Introdujo el uso de kanji para representar incógnitas y variables en ecuaciones. Aunque era posible representar ecuaciones de un grado arbitrario (una vez trató el grado 1458) con coeficientes negativos, no había símbolos correspondientes a paréntesis, igualdad, o división. Por ejemplo, {\displaystyle ax+b} podía significar también {\displaystyle ax+b=0}. Posteriormente, el sistema fue mejorado por otros matemáticos, y al final llegó a ser tan expresivo como los desarrollados en Europa.

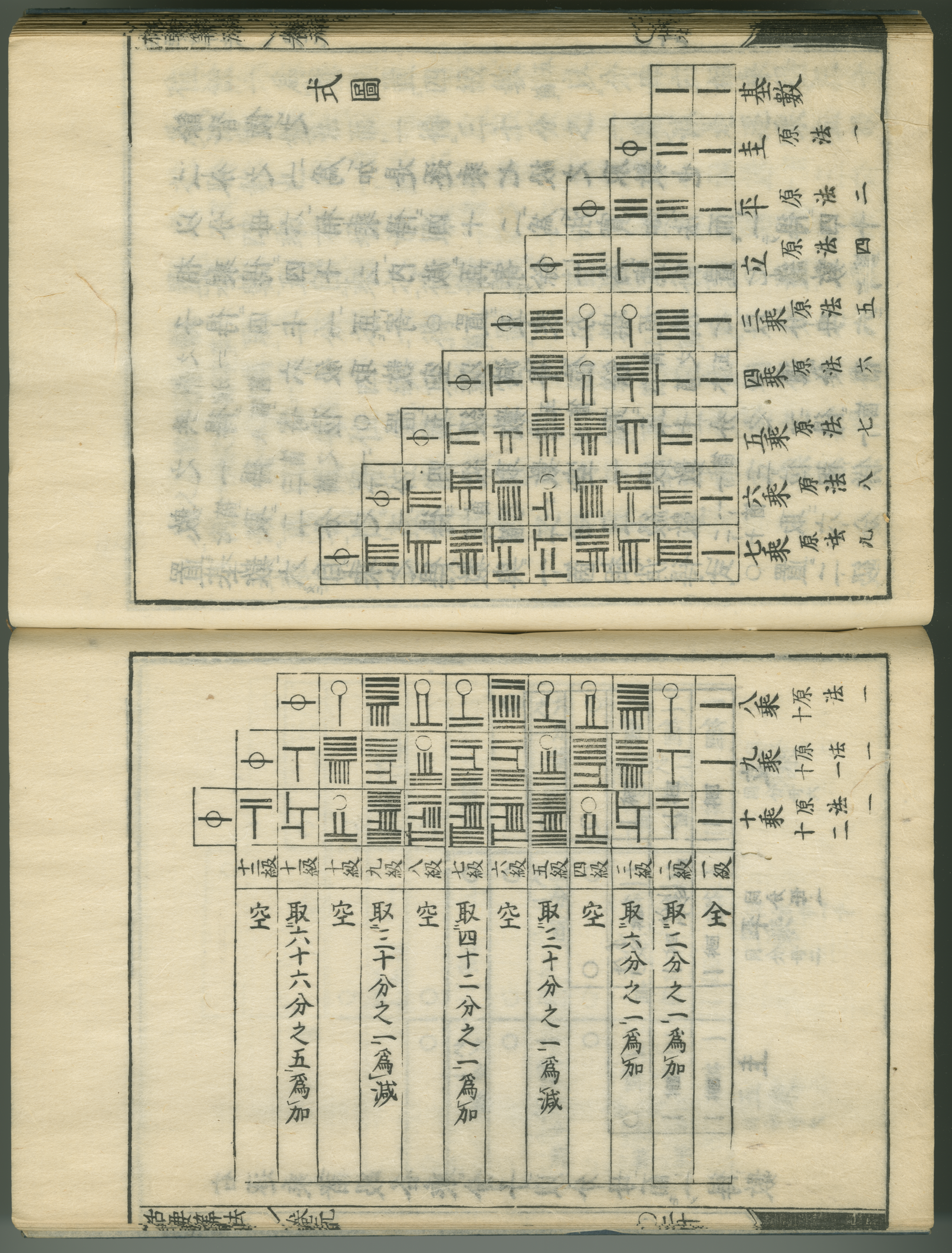
Una página del libro de Seki Katsuyō Sanpō (1712), en el que se tabulan los coeficientes binomiales y los números de Bernoulli.

Sin embargo, en su libro de 1674, Seki sólo dio ecuaciones de una sola variable resultantes de la eliminación, pero no dio cuenta del proceso en absoluto, ni de su nuevo sistema de símbolos algebraicos. La primera edición contenía algunos errores. Un matemático de la escuela de Hashimoto criticó la obra, diciendo que "sólo tres de 15 son correctos". En 1678, Tanaka Yoshizane (田中 由真?), que pertenecía a la escuela de Hashimoto y estaba activo en Kioto, fue autor de Sanpō Meikai (算法明記), y dio nuevas soluciones a los 15 problemas de Sawaguchi, utilizando su versión del álgebra multivariable, similar a la de Seki. Para responder a las críticas, en 1685, Takebe Katahiro (建部 賢弘?), uno de los alumnos de Seki, publicó Hatsubi Sanpō Genkai (発微算法諺解), apuntes sobre Hatsubi Sanpō, en los que mostraba con detalle el proceso de eliminación mediante símbolos algebraicos.
El efecto de la introducción del nuevo simbolismo no se limitó al álgebra. Con él, los matemáticos de la época fueron capaces de expresar resultados matemáticos de forma más general y abstracta. Se concentraron en el estudio de la eliminación de variables.

### Teoría de la eliminación
En 1683, Seki impulsó la teoría de la eliminación, basada en las resultantes, en el Kaifukudai no Hō (解伏題之法). Para expresar la resultante, desarrolló la noción de determinante. Mientras que en su manuscrito la fórmula para las matrices de 5×5 es obviamente errónea, siendo siempre 0, en su publicación posterior, Taisei Sankei (大成算経), escrita en 1683-1710 con Katahiro Takebe (建部 賢弘) y sus hermanos, aparece una fórmula correcta y general (fórmula de Laplace para el determinante).
Tanaka llegó a la misma idea de forma independiente. Una indicación apareció en su libro de 1678: algunas de las ecuaciones después de la eliminación son iguales a la resultante. En Sanpō Funkai (算法紛解) (¿1690?), describió explícitamente la resultante y la aplicó a varios problemas.  En 1690, Izeki Tomotoki (井関 知辰?), un matemático activo en Osaka pero que no pertenecía a la escuela de Hashimoto, publicó Sanpō Hakki (算法発揮), en el que daba la resultante y la fórmula de Laplace del determinante para el caso n×n. Las relaciones entre estos trabajos no están claras. Seki desarrolló sus matemáticas en competencia con los matemáticos de Osaka y Kioto, en el centro cultural de Japón.
En comparación con las matemáticas europeas, el primer manuscrito de Seki fue tan temprano como el primer comentario de Leibniz sobre el tema, que trataba las matrices sólo hasta el caso 3x3. El tema fue olvidado en Occidente hasta que Gabriel Cramer en 1750 se dedicó a él por las mismas motivaciones. La teoría de la eliminación equivalente a la forma wasan fue redescubierta por Étienne Bézout en 1764. La fórmula de Laplace se estableció no antes de 1750.
Con la teoría de la eliminación en la mano, gran parte de los problemas tratados en la época de Seki pasaron a ser resolubles en principio, dada la tradición china de la geometría casi reducida al álgebra. En la práctica, el método podía fracasar ante una enorme complejidad computacional. Sin embargo, esta teoría tuvo una influencia significativa en la dirección del desarrollo del wasan. Una vez completada la eliminación, queda encontrar numéricamente las raíces reales de una ecuación de una sola variable. El método de Horner, aunque bien conocido en China, no se transmitió a Japón en su forma definitiva. Por ello, Seki tuvo que elaborarlo por su cuenta. A veces se le atribuye el método de Horner, lo que no es históricamente correcto. También sugirió una mejora del método de Horner: omitir los términos de orden superior después de algunas iteraciones. Esta práctica resulta ser la misma que la del método de Newton-Raphson, pero con una perspectiva completamente diferente. Ni él ni sus alumnos tenían, en sentido estricto, la idea de derivada.
Seki también estudió las propiedades de las ecuaciones algebraicas para ayudar a la solución numérica. Las más notables son las condiciones para la existencia de raíces múltiples basadas en el discriminante, que es la resultante de un polinomio y su "derivada": Su definición de trabajo de la "derivada" era el término O(h) en f(x + h), que se calculaba mediante el teorema del binomio.
Obtuvo algunas evaluaciones del número de raíces reales de una ecuación polinómica.

### Cálculo de pi
Otra de las aportaciones de Seki fue la rectificación del círculo, es decir, el cálculo de pi; obtuvo un valor de π correcto hasta la décima cifra decimal, utilizando lo que hoy se llama el proceso delta-cuadrado de Aitken, redescubierto en el siglo XX por Alexander Aitken.

## Influencia de la matemática China
Sus matemáticas (y el wasan como un todo) está basada en las matemáticas del siglo XIII al siglo XIV. Son un álgebra con métodos numéricos, interpolación polinómica y sus aplicaciones: ecuaciones indeterminadas enteras. El trabajo de Seki está más o menos basado y relacionado con ellas.
El álgebra china descubrió soluciones numéricas de ecuaciones algebraicas de grado arbitrario con coeficiente reales. Este método fue restablecido por William George Horner en el siglo XIX, pasando a llamarse algoritmo de Horner. Los chinos también redujeron problemas geométricos al álgebra sistemáticamente usando el teorema de Pitágoras.
Sin embargo, el número de variables en una ecuación era más o menos limitados. Ellos usaban una matriz de números para representar una fórmula, por ejemplo {\displaystyle \scriptstyle (a\ b\ c)} para {\displaystyle \scriptstyle ax^{2}+bx+c}. Más tarde, desarrollaron un método que usa matrices de dos dimensiones, representando cuatro variables como máximo. Obviamente, había poco espacio para más desarrollo de esta forma.
Por lo tanto, un objetivo de Seki y sus contemporáneos japoneses fue el desarrollo de ecuaciones generales multi-variables, y la teoría de la eliminación.
También, los chinos establecieron la interpolación polinómica. Su motivación era el predecir el movimiento de los cuerpos celestiales desde información observada. También aplicaron el método para encontrar varias fórmulas matemáticas. Seki aprendió este método lo más probable a través de sus cercanas observaciones de los calendarios Chinos.

## Otros Trabajos
Otra de las contribuciones de Seki fue su rectificación del círculo, esto es, el cálculo de pi; obtuvo un valor para π que fue correcto hasta el décimo valor decimal, usando un método redescubierto en el siglo XX por Alexander Aitken.